# Bo Gunnar Liedberg
Bo Gunnar Liedberg (auch Bo Liedberg oder Bo G. Liedberg; * 16. Oktober 1954 in Västervik, Schweden) ist ein schwedischer Physiker im Bereich der Molekularphysik.
Liedberg erhielt 1981 den Master of Science in Physics and Electrical Engineering am Linköping Institute of Technology der Universität Linköping. 1986 wurde ihm der Ph.D. in Angewandter Physik ebenfalls an der Linköping Universität verliehen. 1990 wurde er Dozent an der gleichen Stelle.

## Auszeichnungen
- 1989 Berol Nobel Research Award für die beste PhD Arbeit in Surface and Colloid Chemistry within Scandinavia
- 1998 Best teacher within the Technical Biology programme, 4:th year.
- 2000 Teaching award: “Gyllene moroten” candidate Technical Biology program.
- 2005 Distinguished scientific accomplishments in Sensor Science and Molecular Physics research, verliehen durch das National Research Council von Italien (CNR)